# Audi Sportback Concept
L'Audi Sportback Concept est un concept car présenté par Audi au Salon international de l'automobile d'Amérique du Nord 2009. Le concept est basé sur la plate-forme de l'Audi A6 C7 prévue pour 2012 et a été produit en série par le constructeur, sous une forme légèrement modifiée, sous le nom d'Audi A7 C7.
Les innovations techniques qui ont été présentées avec l'étude sont un moteur diesel avec des capteurs dans la chambre de combustion destinés à améliorer le contrôle de la combustion et le post-traitement des gaz d'échappement à l'aide d'une réduction catalytique sélective. Avec cette étude, Audi a également montré des éléments de conception modifiés pour la carrosserie et une forme de véhicule modifiée, qui est basée sur le modèle Audi 100 Coupé S.